# الجماسين الغربي
الجماسين الغربي هي قرية فلسطينية" في منطقة يافا. تقع قبل مصب نهر العوجا بنحو ثلاثة كيلومترات. قد هجر سكانها خلال الحرب في 17 مارس 1948. كانت تقع على بعد 6.5 كم من شمال شرق مدينة يافا. وأخذ اسمها من عمل سكانها في تربية الجواميس، لأن أراضي القرية سهلية منخفضة تكثر فيها المستنقعات، وتصلح لتربية الجواميس التي تحتاج إلى الماء الكثير. انحدروا اهالي الجماسين من بدو وادي الأردن.

## اراضي القرية
تبلغ مساحة أراضي القرية 1365 دونماً، تسرب منها 714 دونماً إلى الصهيونيين. وتعد الحمضيات أهم زراعات الجماسين الغربي، وقد بلغت مساحة ما زرع بأشجار الحمضيات 414 دونماً.

## التعداد السكاني
وصل عدد سكان الجماسين الغربي عام 1945 إلى نحو 1,080 نسمة كانوا يعملون في الزراعة وتربية الجواميس، وبلغ عدد السكان عام 1948 نحو 1250 نسمة.

## احتلال القرية
احتل اليهود الجماسين بقسمها الشرقي والغربي بتاريخ 17 مارس 1948، أي ما قبل نهاية الانتداب البريطاني ودمروها وجعلوا أراضهما جزءاً من مجمع مدينة تل أبيب.

## القرية اليوم
الموقع مغطى بأشجار السرو والتين وشوك المسيح ونبات الخروع. وقد بقيت منازل عدة آخذة في التلف بعضها يقيم اليهود فيه، وبعضها الآخر مهجر ويظهر في الأفق الخلفي مجمعات تل أبيب السكنية الشاهقة. لا مستعمرات إسرائيلية على أراضي القرية، لكن البناء في تل أبيب المجاورة امتد وطغى على الموقع الذي بات الآن جزءاً تابعا لبلدية تل أبيب، جفعات عمال ب، شيكون بافليه.

## السكان اليوم
قدر عدد اللاجئين عام 1998 نحو 7694 لاجئ.
 يسكنون في مخيم بلاطة، مخيم عسكر، مخيم العين، مخيمات الجوار العربي والشتات.